# 안동 광산김씨 재사 및 사당
안동 광산김씨 재사 및 사당(安東 光山金氏 齋舍 및 祠堂)은 경상북도 안동시 와룡면 오천리에 있는 건축물이다. 1973년 8월 31일 경상북도의 유형문화재 제27호로 지정되었다.

## 개요
광산 김씨 중 오천리에 가장 처음으로 들어와 자리를 잡은 김효로(1445∼1534)와 증손자 김해(1555∼1592)를 모시고 있는 사당과 후조당에 부속된 재사(제사지내는 집)이다. 안동댐 건설로 인하여 1975년 오천리 낙동강변에 있었던 것을 현 위치로 옮겼다.
김효로가 죽은 지 2년 뒤인 조선 중종 31년(1536)에 후손들이 뜻을 모아 사당을 짓고 제사를 지내오다가, 선조 25년(1592) 임진왜란 때 영남의병대장으로 활약하다 순절한 김해를 같이 모시고 있다.

## 참고 자료
- 광산김씨재사및사당<재사3동,사당> - 국가유산청 국가유산포털